# تارا سيمونز
تارا سيمونز (بالإنجليزية: Tara Simmons)‏ هي كاتبة غنائية ومغنية أسترالية، ولدت في 22 مارس 1984 في بريزبان في أستراليا، وتوفي بنفس المكان في 17 يناير 2019 بسبب سرطان الثدي.

## وصلات خارجية
- الموقع الرسمي
- تارا سيمونز على موقع ميوزك برينز (الإنجليزية)
- تارا سيمونز على موقع ديسكوغز (الإنجليزية)